# Братство (футбольний клуб)
Футбольний клуб «Братство Циєвна» або просто «Братство» (серб. Фудбалски клуб Братство Цијевна) — професіональний чорногорський футбольний клуб з селища Ляйковичі, в передмісті Подгориці. Заснований 1975 року, виступає в Третій лізі Чорногорії.

## Історія
Заснований у 1975 році, «Братство» — друга футбольна команда з території міського муніципалітету Голубовці (частина столиці Подгориці). Старшим та титулованішим є «Зета».
З моменту заснування «Братство» виступало в Четвертій лізі – група «Центр», але в період існування СФР Югославії особливих успіхів не мало. Найбільший успіх клубу припав на сезон 1995/96 років. «Братство» іиграло Четверту лігу й вперше в історії вийшло до Чорногорської республіканської ліги. У республіканській лізі команда провела 10 сезонів. У лютому 2003 року команда досягла одного з найбільших успіхів, у першому раунді кубку Кубку республіки Чорногорія вона обіграла одну з найсильніших команд регіону «Будучност» (Подгориця).
Після проголошення незалежності Чорногорії «Братство» потрапило до Другої ліги Чорногорії. У 2007 році команду переїхала зі старого стадіону в селі Цієвна до сусідніх Ляйковичів. Починаючи з сезону 2006 року команда виступає в Другій лізі. Історичні результати «Братства» припали на сезони 2009/10 та 2015/16 років, коли команда фінішувала на третьому місці, завдяки чому виступала в плей-оф за право виходу в Першу лігу. У плей-оф Першої ліги 2009–10 «Братство» програло «Морнару» (0:1; 1:2). Шість років по тому клуб втратив ще один шанс на історичний вихід до Першої ліги, після поразки в матчах плей-оф 2015/16 від «Іскри» (2:2; 0:6).
У сезоні 2016/17 років «Братство» фінішувало на останньому місці в Другій лізі. Таким чином, після 11 сезонів поспіль у другому дивізіоні чорногорського чемпіонату, вони вилетіли до Третьої ліги.

## Досягнення
- Четверта ліга Чорногорії
  -  Чемпіон (1): 1995/96

## Стадіон
До 2007 року ФК «Братство» проводило свої домашні матчі в селі Циєвна, поблизу алюмінієвого заводу Подгориці. Але протягом 2007 року побудували новий стадіон, у суссідньому селещі Ляйковиці. З цього часу «Братство» проводить свої домашні матчі на Ляйковицькому стадіоні.
Стадіон відповідає критеріям для проведення матчів Другої ліги, але не для поєдинків вищого дивізіону чемпіонату країни.

## Статистика виступів
| Сезон                | Ліга                       | Дивізіон | Місце |
| СР Югославія         |                            |          |       |
| 1999/00              | Чорногорська ліга          | III      | 14    |
| 2000/01              | Чорногорська ліга          | III      | ?     |
| 2001/02              | Чорногорська ліга          | III      | 7     |
| 2002/03              | Чорногорська ліга          | III      | 6     |
| Сербія та Чорногорія |                            |          |       |
| 2003/04              | Чорногорська ліга          | III      | 4     |
| 2004/05              | Друга чорногорська ліга    | III      | 6     |
| 2005/06              | Друга чорногорська ліга    | III      | 5 *   |
| Чорногорія           |                            |          |       |
| 2006/07              | Друга ліга                 | II       | 7     |
| 2007/08              | Друга ліга                 | II       | 7     |
| 2008/09              | Друга ліга                 | II       | 7     |
| 2009/10              | Друга ліга                 | II       | 3     |
| 2010/11              | Друга ліга                 | II       | 5     |
| 2011/12              | Друга ліга                 | II       | 5     |
| 2012/13              | Друга ліга                 | II       | 4     |
| 2013/14              | Друга ліга                 | II       | 11    |
| 2014/15              | Друга ліга                 | II       | 10    |
| 2015/16              | Друга ліга                 | II       | 3     |
| 2016/17              | Друга ліга                 | II       | 11    |
| 2017/18              | Третя ліга – група «Центр» | III      | 1     |
| 2018/19              | Третя ліга – група «Центр» | III      | 7     |
| 2019/20              | Третя ліга – група «Центр» | III      | 7     |
| 2020/21              | Третя ліга – група «Центр» | III      | ?     |

 * За результатми референдуму про незалежність, який відбувся 21 травня 2006 року, було оголошено про розформування існуючої федерації Чорногорії з Сербією (Сербія та Чорногорія). Тому після сезону 2005/06 року усі команди Чорногорії вийшли з Сербської та Чорногорської ліг, а з нового сезону 2006/07 року «Братство» Циєвна увійшло до Другої ліги Чорногорії.